# Касовий апарат

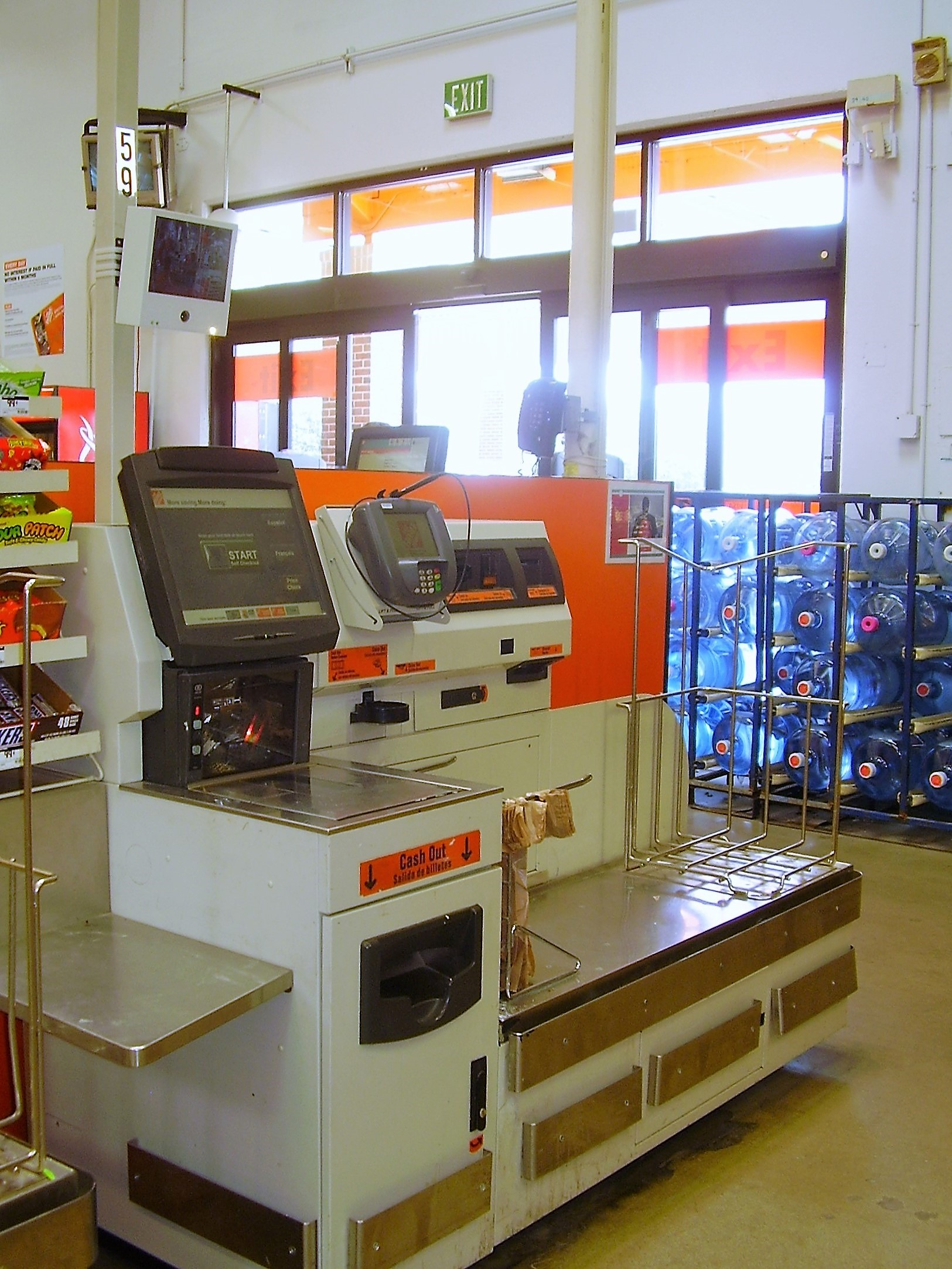
Сучасна каса самообслуговування

Ка́совий апара́т (каса, англ. cash register, від італ. cassa, що означає коробка для грошей, готівка) — це механічний або електронний пристрій, призначений для обліку коштів під час здійснення розрахункових операцій.
Сучасні касові апарати — це електронні пристрої, що зазвичай мають клавіатуру, механізми друку чеків та контрольної стрічки, дисплеї касира та клієнта, грошову скриньку та розвинену можливість підключати різноманітні периферійні пристрої: сканери штрих-коду, платіжні термінали, ваги, модеми тощо. Вони можуть обліковувати як готівкові, так і безготівкові кошти, містити попередньо запрограмований перелік товарів, що продаються, виконувати звіти, обмінюватись інформацією з обчислювальними машинами, і навіть рекламувати товари чи послуги, що продаються.
Основна мета застосування касових апаратів — контроль з боку власника бізнесу або держави за обігом коштів. Також сучасні касові апарати дозволяють збирати корисну статистику та виконувати інші функції, наприклад калькулятора чи платіжного терміналу.
Якщо йде мова про державний контроль за обігом коштів з використанням касових апаратів, такі касові апарати називаються фіскальними. Як правило, до фіскальних касових апаратів державою встановлюються певні вимоги як до конструкції, так і до особливостей їх функціонування, введення в експлуатацію і застосування.

## Історія касових апаратів

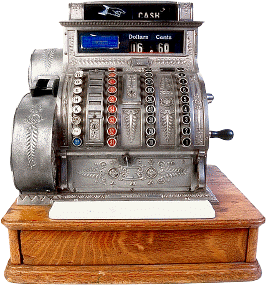
Старовинний контрольно-касовий апарат

13 липня 1875 року Девід Браун отримав патент на «апарат для транспортування товарів, готівкових коштів та інших невеликих вантажів». З цього моменту розпочалась ера автоматизації та обліку роздрібних операцій.
Перша система складалась з кошиків, що були підвішені до мотузкової каруселі. Продавець-консультант, як би його називали зараз, приймав від клієнта гроші та відсилав їх в кошику до касира. Касир вертав решту та товарний чек. У великому універмазі касир знаходився в центрі «павутиння», на нитках якого до нього надходила готівка з різних відділів. Перший досвід впровадження, отриманий в найбільшій меблевий крамниці штату Массачусетс у 1879 році, призвів до суттєвого збільшення продажів, скороченню часу на проведення торговельної операції та поліпшенню контролю за рухом коштів і залишків товарів на складі.
Перший механічний касовий апарат був винайдений Джеймсом Рітті після громадянської війни в США. Він був власником салону в Дейтоні, штат Огайо, США, і хотів зупинити шахрайство співробітників. Він винайшов Рітті Модель I в 1879 році, побачивши пристрій, який розраховував оберти гребного гвинта на пароплаві. За допомогою Джона Рітті, його брата, він запатентував її в 1883 році.

## Каса самообслуговування
Перший в світі магазин з касами самообслуговування почав працювати в 1992 році в супермаркети мережі Price Chopper в Нью-Йорці. 

Систему винайшов доктор Говард Шнайдер, і отримав на неї в 1992 році патенти в США. Шнайдер назвав касу самообслуговування «пороботс» (англ. porobots), вважаючи, що новий клас «сервісних роботів» стане платформою для його ідей в області штучного інтелекту.

## В Україні
В Україні застосування касових апаратів регулюється Законом України № 265/95-ВР «Про застосування реєстраторів розрахункових операцій у сфері торгівлі, громадського харчування та послуг». Цим законом визначено, що касовий апарат є підвидом більш загального класу фіскальних пристроїв, котрі іменуються терміном «реєстратор розрахункових операцій».
Електронний контрольно-касовий апарат (ЕККА) — реєстратор розрахункових операцій, який додатково забезпечує попереднє програмування найменування і ціни товарів (послуг) та облік їх кількості, друкування розрахункових та інших звітних документів. У законі «Про застосування реєстраторів розрахункових операцій у сфері торгівлі, громадського харчування та послуг» до електронних контрольно-касових апаратів відносяться також торговельні автомати або інше подібне устаткування, що призначене для операцій з продажу товарів (послуг) без видачі покупцю чека, іншого звітного документа за готівкові кошти чи їх замінники — жетони, картки платіжних систем або інші замінники грошей, без участі фізичної особи, яка контролює здійснення оплати таких товарів (послуг).
Після декількарічних поступових підвищень порогу продажу товарів без касових апаратів, у червні 2018 р. Кабінет Міністрів України взагалі дозволив використовувати портативну техніку, таку як планшети, смартфони чи ноутбуки замість касових апаратів. Прийняте рішення дозволить бізнесу зекономити близько 2 мільярдів гривень на часто монополізоване придбання касових апаратів та щомісячної плати за їх використання. Передумовою рішення-лібералізації стало зростання кількості касових апаратів в 2017 році порівняно з 2016 роком на 7,5 %, або на 20 тисяч (286 тисяч апаратів), також, за результатами проведених перевірок суб'єктів господарювання застосовано 387 млн грн штрафних санкцій, що на 25 % більше показника за 2017 рік, при незмінності визначених законом розмірів штрафів.